# James Edward Gordon
James Edward Gordon (1º gennaio 1913 – 1º gennaio 1998) è stato un ingegnere inglese, navale ed aeronautico, un ricercatore nel campo dei nuovi materiali e della biomeccanica e un divulgatore scientifico.

## Biografia
Nato nel 1913, durante la Seconda guerra mondiale fece ricerche sui materiali compositi per la Royal Aircraft Establishment, e successivamente lavorò al 'Explosives Research and Development Establishment' a Waltham Abbey, dove la necessità di ottenere fibre di rinforzo con un alto rapporto rigidezza/peso specifico portò alla creazione di un impianto pilota per la produzione di whisker di carburo di silicio.
Accettò la cattedra di Tecnologie dei Materiali presso la Reading University nel 1968, dove si occupò di molteplici problematiche, quali i meccanismi di impedimento della frattura nel legno e la formazione degli aneurismi.
Questo campo oggi è noto come biomeccanica, disciplina nella quale ingegneri e scienziati cercano di comprendere e imitare le strutture e i materiali degli organismi viventi.
Morì nel 1998.

## Opera di divulgazione
Sebbene James Edward Gordon sia uno dei padri riconosciuti della Scienza dei materiali, egli è forse ancor più noto grazie a due suoi libri di buon merito letterario: La scienza dei materiali resistenti (pubblicato nel 1968) e Strutture (pubblicato nel 1978).